# Mariivka (Mariivka), Lenine
Mariivka (în ucraineană Мар'ївка) este localitatea de reședință a comunei Mariivka din raionul Lenine, Republica Autonomă Crimeea, Ucraina.

## Demografie
Componența lingvistică a localității Mariivka
     Rusă (72,54%)
     Ucraineană (10,43%)
     Tătară crimeeană (6,9%)
     Alte limbi (0,88%)
Conform recensământului din 2001, majoritatea populației localității Mariivka era vorbitoare de rusă (72,54%), existând în minoritate și vorbitori de ucraineană (10,43%), tătară crimeeană (6,9%), armeană (3,08%) și găgăuză (2,2%).